# Cecidomyia dattai
Cecidomyia dattai är en tvåvingeart som först beskrevs av Mani 1937.  Cecidomyia dattai ingår i släktet Cecidomyia och familjen gallmyggor. Inga underarter finns listade i Catalogue of Life.